# Nekodamashi
Nekodamashi (猫騙し, ねこだまし?) es una técnica de sumo no convencional, que implica a un luchador que aplaude sus manos juntas delante de la cara de su opositor en el tachi-ai (comienzo del combate). El objetivo de esta técnica es hacer que el oponente cierre los ojos brevemente, permitiendo al instigador ganar la ventaja.
Nekodamashi requiere que haya una buena cantidad de espacio entre los luchadores en el tachi-ai. El uso de la técnica también es una apuesta: si aborta, deja al luchador muy abierto al ataque de su oponente.
Nekodamashi no está listado como kimarite (técnica ganadora); Incluso en la improbable situación de que un luchador esté tan sorprendido por un "nekodamashi" que él caiga, la técnica ganadora se registra simplemente como hiwaza (victoria no técnica).
Los luchadores del sumo famosos para haber utilizado el nekodamashi durante los años incluyen Mainoumi, Ōtsukasa, actual yokozuna Hakuhō y ex yokozuna Mienoumi.